# Friedrich Lehmann (Jurist)
Friedrich Lehmann (* 5. November 1888 in Königsberg i. Pr.; † 9. Juli 1960 in Frankfurt am Main) war ein deutscher Jurist in der kommunalen Finanzverwaltung.

## Leben
Lehmann studierte Rechtswissenschaft an der Albertus-Universität Königsberg, der Friedrich-Wilhelms-Universität Berlin und der Ruprecht-Karls-Universität Heidelberg. Dort promovierte er 1912 zum Dr. iur. und machte er 1914 das Assessorexamen.
In der Novemberrevolution wurde er Demobilisierungskommissar und Stadtrat in Königsberg. Seit 1920 Kämmerer, brachte er mit dem Oberbürgermeister Hans Lohmeyer die Stadt geschickt durch die Nöte der Deutschen Inflation 1914 bis 1923. Wegen seines guten Rufes als Finanzmann bestellte ihn die verschuldete Stadt Frankfurt am Main 1932 zum Stadtkämmerer.
Seit 1946 pensioniert, wirkte er im wissenschaftlichen Leben der Stadt weiter. Er engagierte sich im Freien Deutschen Hochstift und im Beirat der Frankfurter Museumsgesellschaft. Die juristische Fakultät der Johann-Wolfgang-Goethe-Universität Frankfurt am Main ernannte ihn 1949 zum Honorarprofessor. Zum 70. Geburtstag erhielt er die Goetheplakette der Stadt Frankfurt am Main.